# Ária (Marvel Comics)
Ária é uma personagem ficcional, presente nas histórias em quadrinhos do Universo Marvel, publicadas pela Marvel Comics.
Surgindo na fase em que Wolverine estava sem Adamantium (logo após Guerra Magnética), Ária é uma alienígena, última representante da raça Zennan, uma espécie sem corpo físico, que sobrevive controlando o corpo e a mente de outros seres vivos, como um parasita. Prisioneira do planeta-prisão do Colecionador por vários anos, quando consegue escapar, ela vai à Terra procurando Wolverine, o "lendário guerreiro que é o melhor naquilo que faz".
Ao encontrar o mutante, Ária domina seu corpo, fazendo-o enfrentar vários dos sentinelas de Nova York, para testar suas habilidades. Após confirmar-se da habilidade do herói, ela pede sua ajuda para a libertação das demais raças do planeta-prisão. Relutante, ele aceita mas, ao chegar lá, o planeta está prestes a ser consumido por Galactus e Wolverine, mesmo tentando enfrentá-lo, não se mostra páreo para o ser cósmico. Após falhar em seu plano, Ária conduz Wolverine de volta a Terra e, desde então, não foi mais vista.